# Schloss Altenberg (Steiermark)

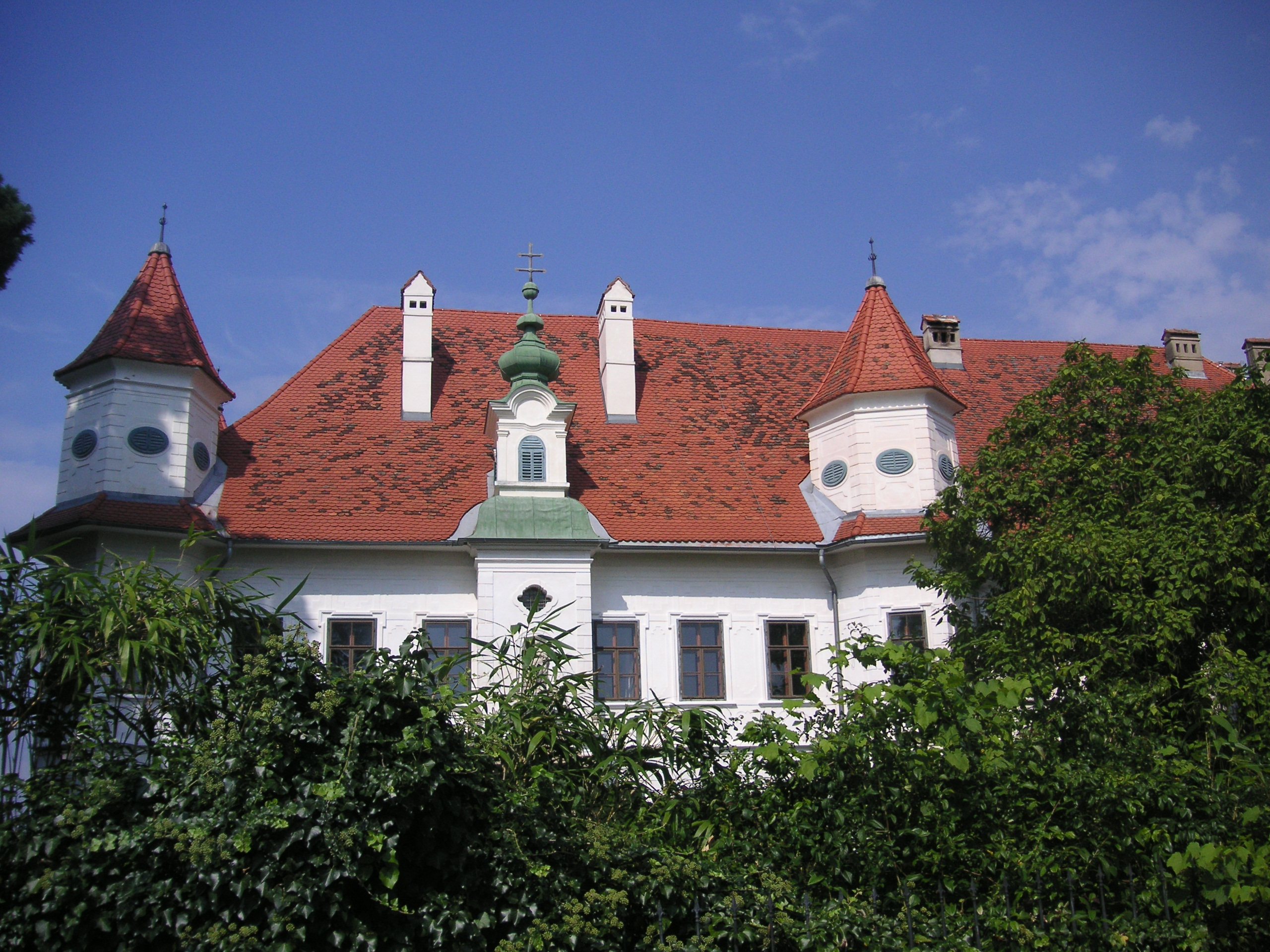
Das Schloss Altenberg im September 2011

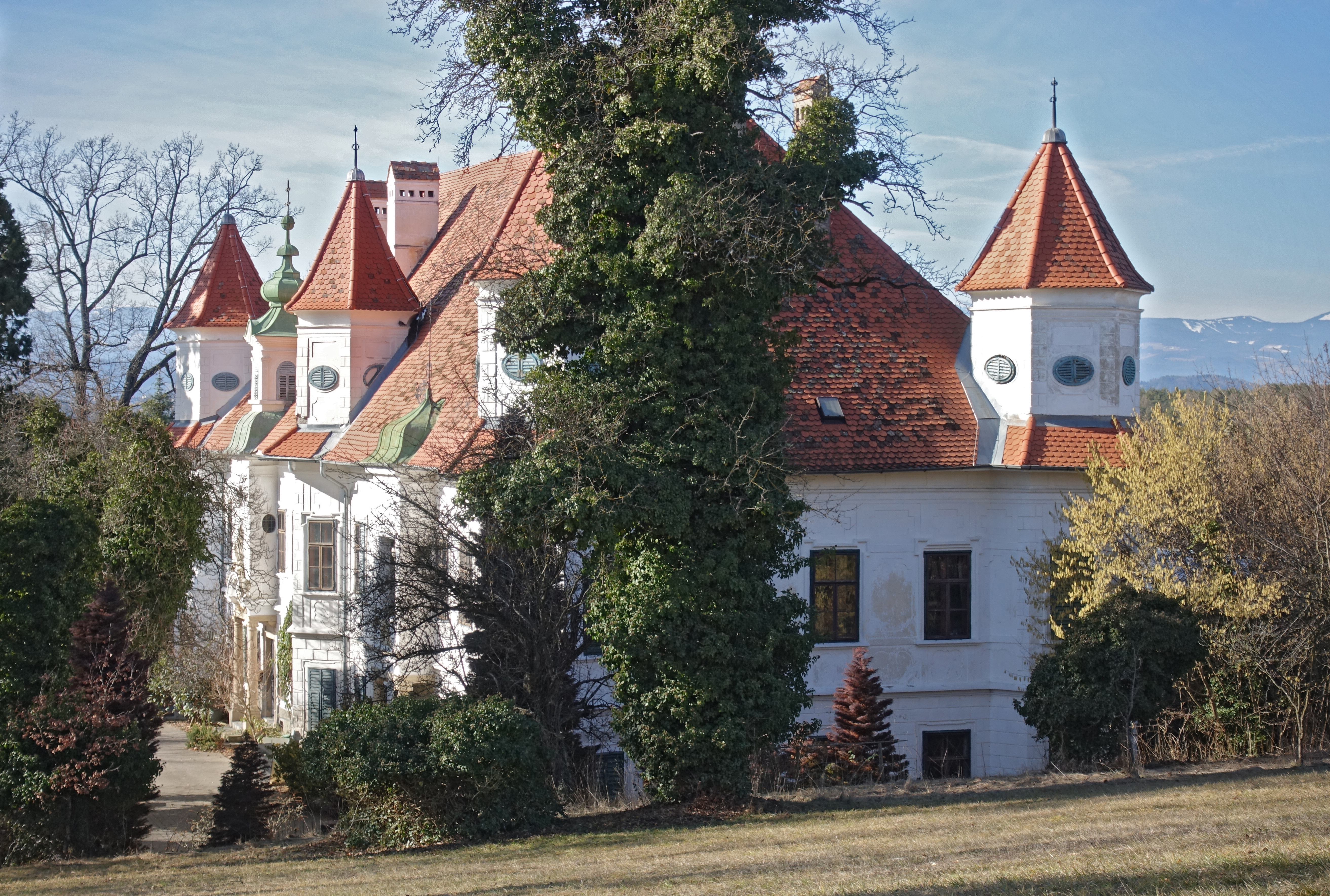
Schloss Altenberg. Sicht auf den jüngeren Trakt

Das Schloss Altenberg ist ein am Ende des 17. Jahrhunderts in Hitzendorf in der Steiermark erbautes barockes Schloss. Es befindet sich heute in Privatbesitz und wurde zuletzt 1976 renoviert.

## Lage
Das Schloss Altenberg liegt auf einem Hügelzug, der den Hauptort von Hitzendorf von der Katastralgemeinde Berndorf trennt.

## Gestaltung
Das Schloss wurde im barocken Stil errichtet und hatte anfangs vier Erkertürme. Die 1911 an der Ostseite zugebauten Trakte wurden ebenfalls mit Erkertürmen versehen. Im Westtrakt ist eine Schlosskapelle untergebracht, deren Glockenturm über dem Zugangstor des Traktes steht. Es existiert auch ein Schlosspark.

## Geschichte

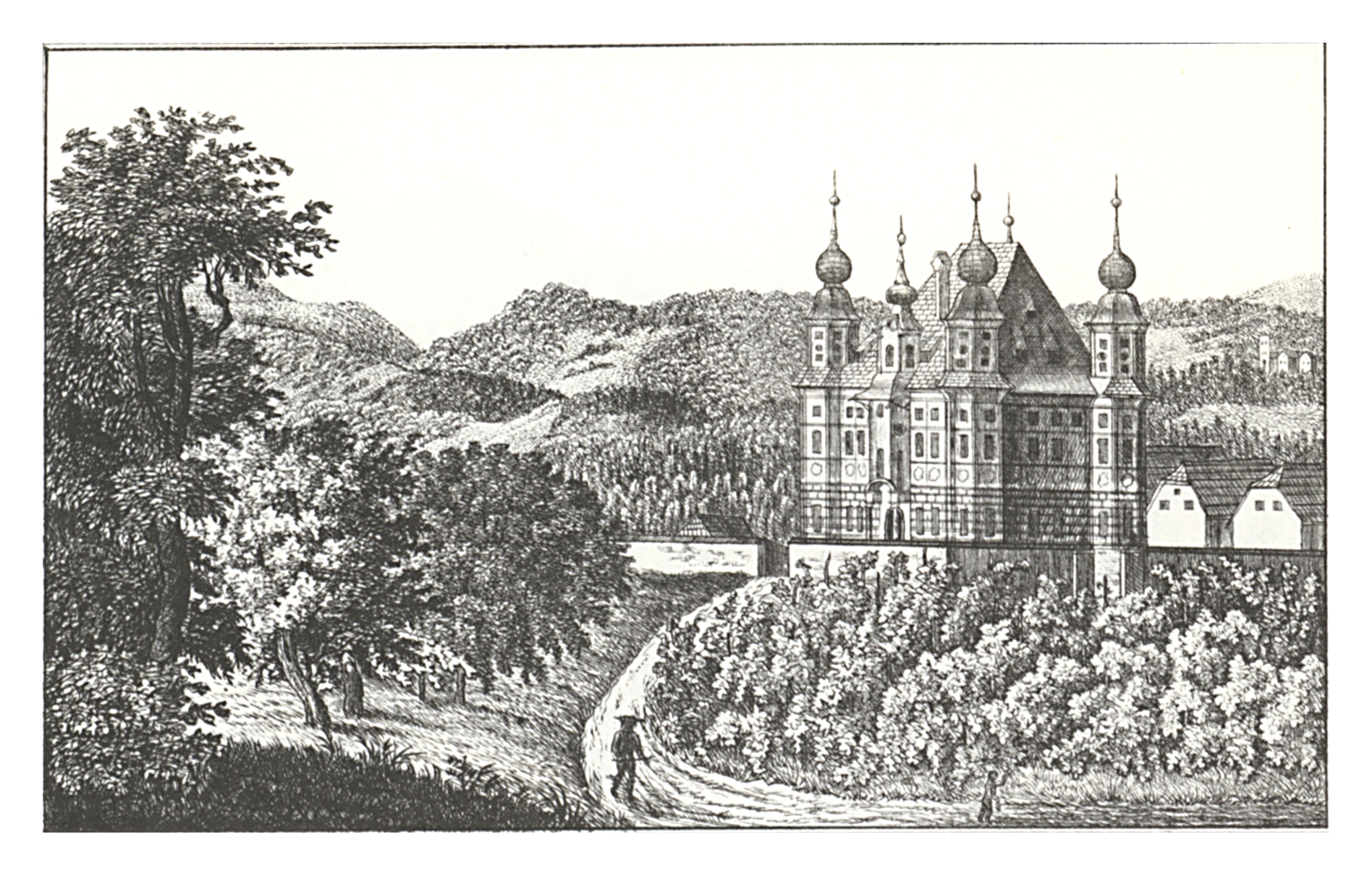
Schloss Altenberg um 1800, Lith. von J.F. Kaiser

Das Schloss Altenberg wurde am Ende des 17. Jahrhunderts von Franz Anton von Haydegg erbaut. Zuvor befand sich an dieser Stelle der seit dem 16. Jahrhundert als Bauerngut bekannte Besitz Altenberg. 1740 musste die Familie Haydegg das Schloss und alle seine Besitzungen verkaufen. Anton Schellenbauer erwarb das Gut 1790 und verwaltete es zusammen mit dem Schloss Schütting. Schellenbauer wurde 1794 in den Ritterstand erhoben. Der Titel wurde ihm jedoch, als er 1817 wegen Betrugs verhaftet wurde, wieder aberkannt. Nach der Verhaftung von Schellenbauer ging das Anwesen in den Besitz der Familie Haffner aus Graz über. 1903 wurde es von der Gräfin Nyary erworben, deren Familie rund drei Jahrzehnte im Schloss wohnte. Im Jahr 1911 wurde das Schloss durch die Grafen Nyary, im Zuge eines Ausbaues an der Ostseite, um gut das Doppelte seiner ursprünglichen Größe erweitert. Während des Zweiten Weltkrieges diente das Anwesen als Unterkunft für Zwangsarbeiter. Ab den 1960ern bis 1972 wurde das Anwesen als eine Gaststätte geführt und galt unter den Grazern als ein beliebter Treffpunkt. 1976 wurde es renoviert.

## Legende zum Schlossgeist
Es gibt die Legende, dass der Geist des ehemaligen Schlossbesitzers Anton Schellenbauer in stürmischen Nächten im Schlosspark umherwandert. Diese Legende basiert darauf, dass der als grausam und gierig geltende Schellenbauer angeblich sich jahrelang vor seinen Untertanen versteckte, ehe diese ihn fanden und ihn durch Ochsen vierteilen ließen. In Wahrheit wurde Anton Schellenbauer jedoch wegen Betruges verhaftet und starb 1829 in einer Strafanstalt.